# بخش تراتوم
بخش تراتوم (به لاتین: Tehrathum District) یک بخش در نپال است که در استان شماره ۱ واقع شده‌است. بخش تراتوم ۶۷۹ کیلومتر مربع مساحت دارد.